# Magnus Blix

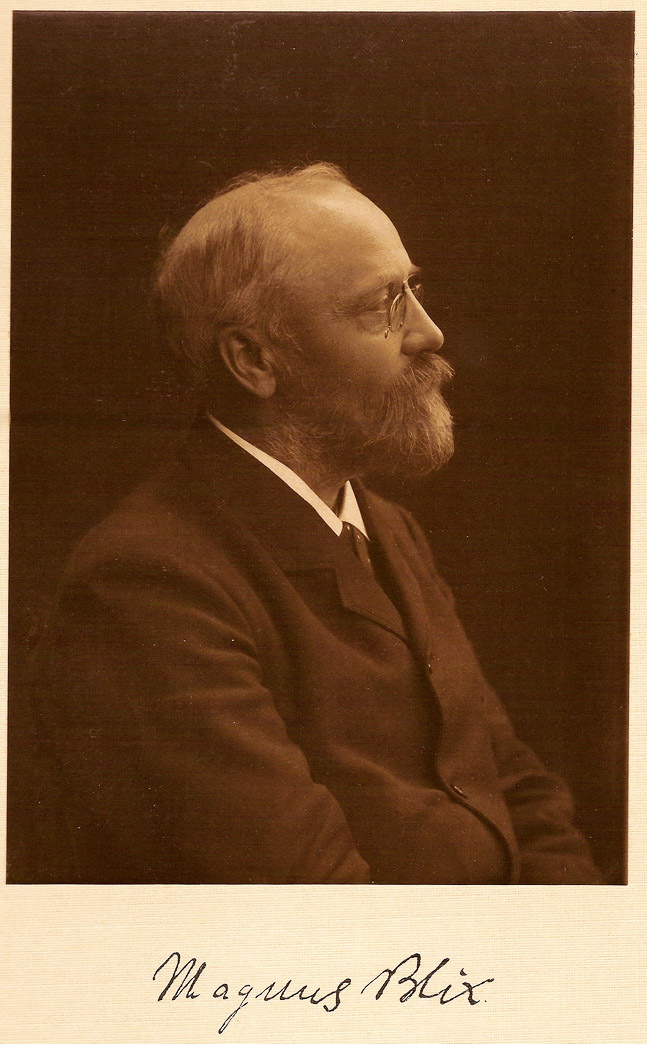
Magnus Gustaf Blix mit Signatur

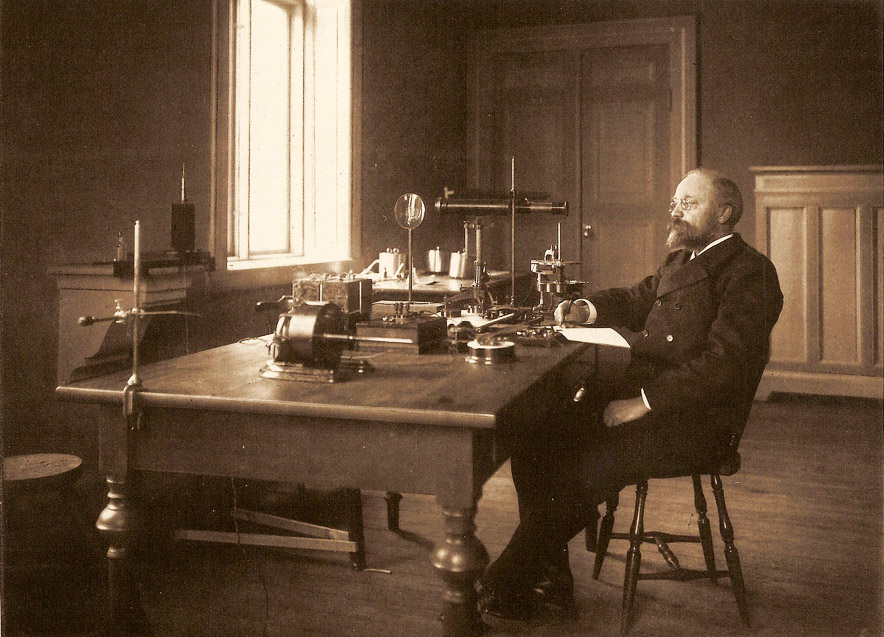
Blix in seinem Arbeitszimmer in Lund

Magnus Gustaf Blix (* 25. Dezember 1849 im Kirchspiel Säbrå, Gemeinde Härnösand; † 14. Februar 1904 in Lund) war ein schwedischer Physiologe und ab 1885 Professor an der Universität Lund.

## Akademischer Werdegang
Blix wurde 1869 an der Universität Uppsala immatrikuliert, wo er ab 1870 Medizin studierte. 1875 legte er das Kandidatexamen und 1879 das Lizenziat ab. 1880 schloss Blix das Studium als Doktor der Medizin ab und wurde im selben Jahr zum Dozent der experimentellen Physiologie und medizinischen Physik in Uppsala berufen. 1882 wurde Blix zum ordinarie laborator am Physiologischen Institut der Universität Uppsala ernannt, nachdem er dem Institut bereits seit 1876 vorstand. 1885 erfolgte seine Ernennung zum Professor für Physiologie und Embryologie an der Universität Lund. Im Jahr 1888 wurde er zum Mitglied der Leopoldina gewählt. 1899 wurde er Rektor in Lund und stand der Universität bis zu seinem Tod 1904 vor.

## Wirken
Blix beschäftigte sich im Besonderen mit der Muskel- und Sinnesphysiologie und konnte auf diesen Gebieten wichtige Erkenntnisse liefern. In seiner Abhandlung Experimentala bidrag till lösningen af frågan om hudnervernas specifika energi (1883) beschreibt Blix seine Entdeckung, dass das Wahrnehmen von Kälte und Wärme durch verschiedene Nerven erfolgt. Für diesen Beweis erhielt Blix 1889 eine Auszeichnung der Schwedischen Ärztegesellschaft.
In seiner Dissertation Oftalmometriska studier (1880) beschreibt Blix ein nach einem neuen Prinzip konstruierten Ophthalmometer. In mehreren Abhandlungen (Bidrag till läran om muskelelasticiteten (Uppsala 1874), Till belysning af frågan huruvida värme omsättes till mekaniskt arbete vid muskelkontraktionen (ibid. 1881), Ett bidrag till kännedomen om muskelns spänning och det mekaniska arbetet vid kontraktionen (ibid. 1884), Die Länge und Spannung des Muskels (Skandinavisches Archiv für Physiologie, 1891–95), Studien über Muskelwärme (ibid. 1901)), erforschte Blix mit Hilfe neuer Methoden die allgemeine Physiologie der Muskeln. 1892 wurde Blix in die Königlich Schwedische Akademie der Wissenschaften gewählt.
Daneben konstruierte Hans Blix eine Reihe von physiologischen Instrumenten und Apparaten, darunter einen Muskelindikator, die neben den genannten Schriften auch in der Abhandlung Neue Registrierapparate (Pflügers Archive 1902) beschrieben sind. Mit einem Apparat zur Messung der Wärmeproduktion bei Muskelkontraktion schuf er die Grundlage für die spätere Arbeit von Archibald Vivian Hill auf diesem Gebiet.
Mit dem Arztkollegen und Professor Carl Magnus Fürst (1854–1935) traf Blix noch zu Lebzeiten eine Absprache. Der Überlebende der beiden sollte nach dem Ableben des anderen dessen Gehirn untersuchen. Nach dem Tod von Hans Blix 1904 veröffentlichte Carl Magnus Fürst die Schrift Professorn i fysiologi vid Lunds Universitet Magnus Blix’ hjärna (Gleerup u. a. 1918. 30, IV S.: Ill. Lunds Universitets Årsskrift: Avd. 2, Medicin samt matematiska och naturvetenskapliga ämnen; N.F.,14,3.) und stellte seine Untersuchungen vor. Das Gehirn von Hans Blix wurde konserviert und der Universität Lund übergeben, wo es sich noch heute befindet.
Magnus Blix war der Sohn des Pastors Carl Johan Blix und Christina Österholm und stammt von dem alten jämtländischen Geschlecht der Blix ab. Aus der Heirat mit Martina Lamm 1890 ging mit Gunnar Blix (1894–1981) ein Sohn hervor. Der schwedische Politiker Hans Blix (* 1928) ist sein Enkel.